# NGC 1426
NGC 1426 is een elliptisch sterrenstelsel in het sterrenbeeld Eridanus. Het hemelobject werd op 9 december 1784 ontdekt door de Duits-Britse astronoom William Herschel.

## Synoniemen
- PGC 13638
- ESO 549-1
- MCG -4-9-54
- AM 0340-221